# Gió Tây ôn đới

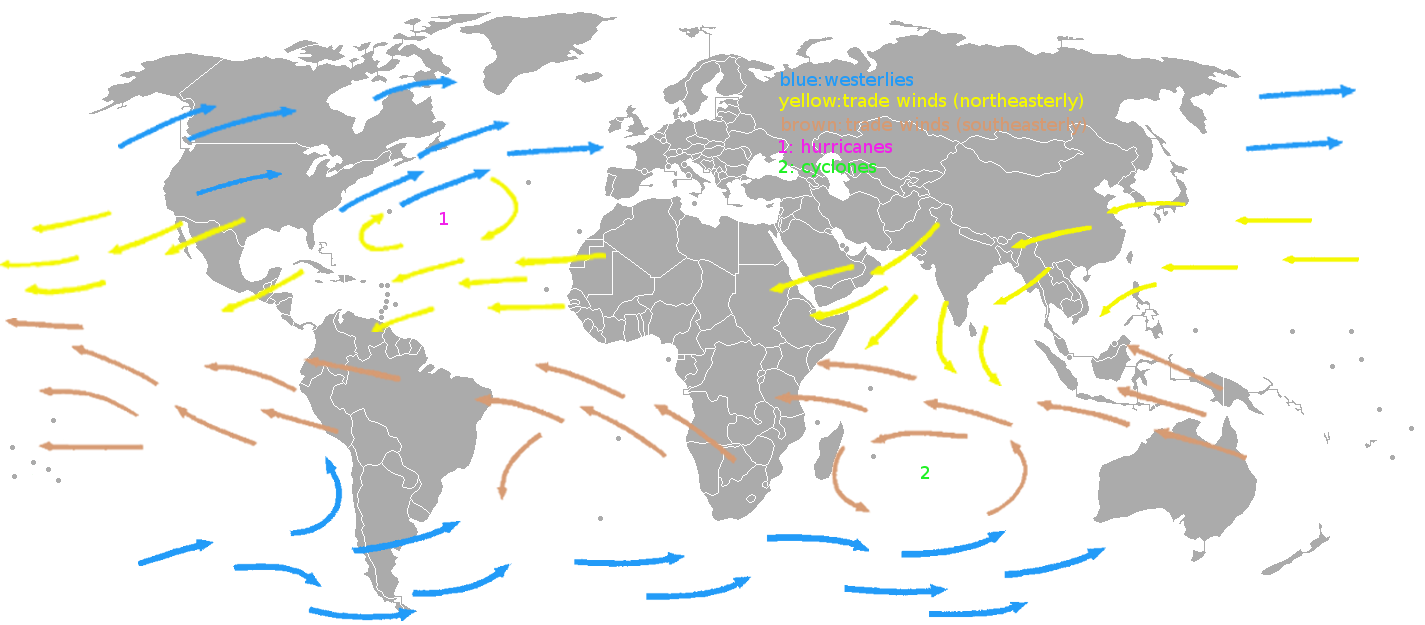
Gió Tây ôn đới (mũi tên xanh)

Gió Tây ôn đới là gió thổi một chiều từ Tây sang Đông ở vĩ độ trung bình giữa 30 và 60 độ.
Chúng bắt nguồn từ các khu vực áp suất cao ở vĩ độ ngựa và có xu hướng hướng về cực và dẫn đường cho các xoáy thuận ngoài nhiệt đới, theo hướng chung này. Các xoáy thuận nhiệt đới vượt qua trục áp cao cận nhiệt đới vào vùng gió Tây đới sẽ uốn cong lại do dòng hải lưu tây gia tăng. Gió chủ yếu thổi từ phía Tây Nam của Bắc bán cầu và từ phía Tây Bắc của Nam bán cầu.
Gió Tây ôn đới mạnh nhất ở bán cầu mùa đông và khi áp suất thấp hơn trên các cực, trong khi chúng yếu nhất ở bán cầu mùa hè và khi áp suất cao hơn trên các cực. Các cơn gió Tây ôn đới đặc biệt mạnh, nhất là ở Nam bán cầu, ở những vùng không có đất, bởi vì đất liền khuếch đại mô hình dòng chảy, làm cho dòng hải lưu đi theo hướng Bắc-Nam nhiều hơn, làm chậm gió Tây ôn đới. Gió Tây ôn đới mạnh nhất ở vĩ độ trung bình từ 40 đến 50 vĩ độ. Gió Tây ôn đới đóng một vai trò quan trọng trong việc mang nước, gió xích đạo ẩm vào vùng bờ biển phía tây của các lục địa, đặc biệt là ở bán cầu Nam vì diện tích đại dương mênh mông của nó.